# 非凡音廣播電台
非凡音廣播電台（Libra Radio），前身為「馬祖生活廣播電台」，是位於中華民國連江縣的一間廣播電台，於2004年12月21日開播，於2008年10月由正式更名為非凡音廣播電台。

## 簡介
- 頻率：FM98.5（中功率）
- 非凡音廣播電臺執行長： 朱淑華小姐。
- 非凡音廣播電臺發射站：連江縣南竿鄉（福建省閩江口外）
- 非凡音廣播電臺總公司：臺灣台中市（40455）北區雙十路二段40巷40號。
- 非凡音廣播電臺屬性：普通話為主，英語與閩南語為輔。

## 組織架構
- 非凡音廣播電台
- 非凡音通訊社：兩岸新聞採訪業務。

## 合作夥伴
- 台灣

1. 宜蘭中山電臺[3]
2. 金龍旅行社[4]
3. 台中中華民俗文化教育協會
4. 明心道院